# Victoria Newman

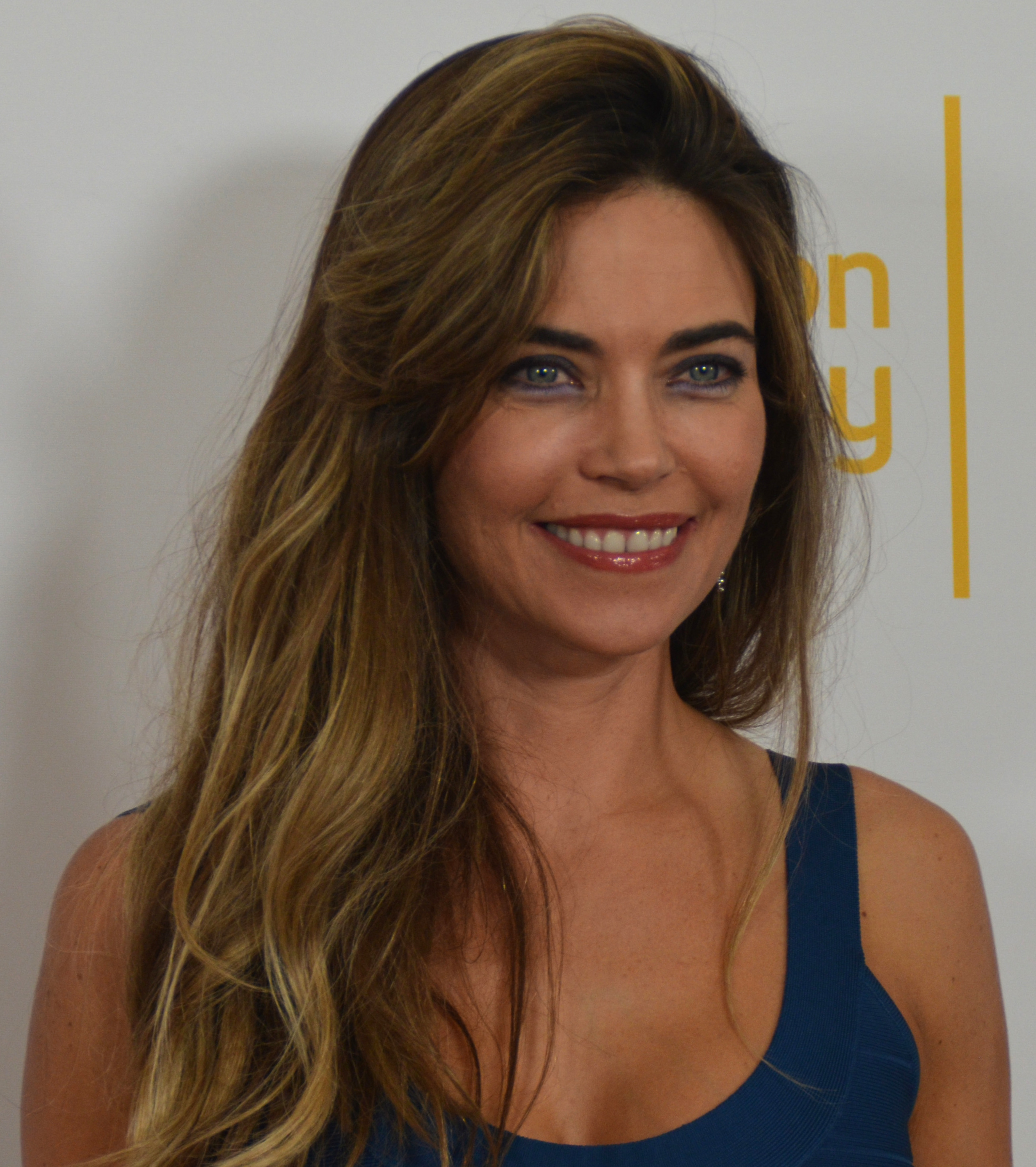
La actriz Amelia Heinle da vida al personaje de Victoria Nicole Newman de la telenovela The Young and the Restless.

Victoria Nicole Newman, es un personaje ficticio de la telenovela The Young and the Restless, interpretada por el actriz Amelia Heinle del 21 de marzo de 2005 hasta ahora. Anteriormente el personaje de Victoria fue interpretado por Heather Tom de 1990 hasta el 17 de diciembre de 2003, por Sarah Aldrich en 1997 y por Ashley Nicole Millan de 1982 hasta 1990.